# 호란
호란(Horan, 본명: 최수진, 1979년 7월 5일 ~ )은 대한민국의 가수이다.

## 학력
- 대원외국어고등학교
- 연세대학교 불어불문학, 심리학 학사

## 결혼과 이혼
2013년 3월 30일 3살 연상의 IT계열 회사원과 결혼하였으나, 결혼 3년 만인 2016년 7월에 성격차이로 이혼하였다.

## 음주운전 사건
2016년 9월 29일 오전 5시 50분, 아침 라디오 방송을 위해 성수대교 남단 인근을 지나다가 정차되어 있던 청소 차량을 들이 받았다. 이 사고로 차량 운전석에 타고 있던 환경 미화원 1명이 다쳐 병원으로 옮겨졌다. 접촉 사고 당시 호란의 혈중 알코올 농도는 0.101%로 면허 취소 수준이었다. 특히 당시 호란의 음주운전이 2004년과 2007년에 이어 무려 세 번째였다는 사실이 전해지면서 호란은 물론, 호란이 속한 클레지콰이 활동도 중단됐다.

## 출연
예능
- 2005년 《파워인터뷰》(KBS) 고정 패널
- 2008년 《행복주식회사》(MBC) 게스트 (with, 김규종)
- 2009년 《강심장》(SBS) 초대 손님
- 2011년 《비틀즈코드》(M.net) 초대 손님
- 2016년 《차이나는 도올》(JTBC) 고정 패널
- 2016년 《미스터리 음악쇼 복면가왕》(MBC) 읽어서 남주나 문학소녀(참가자)
- 2016년 《김제동의 톡투유 - 걱정 말아요! 그대》(JTBC)

진행
- 2006년 ~ 2007년 / 2010년 tvN 리얼스토리 묘
- 2006년 ~ 2007년 MBC FM4U 《뮤직스트리트》 (DJ)
- 2008년 KBS 《문화지대》
- 2008년 tvN 《Slow Talk 악어》
- 2009년 EBS FM 《세계음악기행》[3]
- 2010년 XTM 《익스트림! 서바이벌 레이싱퀸》
- 2010년 MBC 《개그쇼 난생처음》
- 2011년 MBC 《슈퍼블로거》
- 2011년 MBC 에브리원 《마이 맨 캔》
- 2014년 ~ 2016년 SBS 파워FM 《호란의 파워 FM》 (DJ)
- 2015년 O tvN 《제다이: 제대로 다루는 이슈》

드라마
- 2010년 KBS 2TV 《국가가 부른다》 - 최은서 역[4]
- 2011년 MBC 《최고의 사랑》 - 라디오 DJ 역 (특별출연)[5]
- 2014년 MBC 《트라이앵글》 - 재즈바 가수 역 (특별출연)

영화
- 2005년 《외출》 (특별출연)
- 2011년 《오직 그대만》 (특별출연)
- 2014년 《패션왕》 여비서 역 (특별출연)

단기출연
- 2011년 《슈퍼스타K3》 (예선 심사위원)

스포츠
- 2011년 XTM 《라이벌 매치》제1탄 'Again 1995! 농구 고연전(연고전)'(2011년 6월 19일 ~ 7월 3일) 연세대학교 OB 올스타 팀 매니저

## 수상
- 2005년 Mnet KM 뮤직비디오 페스티벌 O.S.T 부문상

## 저서
- 2008년 《호란의 다카포》(마음산책)

## 역서
- 2011년 《병신 같지만 멋지게》 - 저스틴 핼펀 저(웅진지식하우스)